# ماهیچه مفصلی آرنج
ماهیچه مفصلی آرنج (انگلیسی: Articularis cubiti muscle) نامی است که به چند تار ماهیچه‌ای مربوط به رویه عمقی ماهیچه سه‌سر بازویی داده‌اند، این تارها به رباط پسین و پرده زلاله‌ای (پرده سینوویال) مفصل آرنج می‌پیوندند.